# Оборонне планування в Україні
Оборо́нне планува́ння є складовою частиною системи державного стратегічного планування, що здійснюється з метою забезпечення обороноздатності держави шляхом визначення пріоритетів і напрямів розвитку сил оборони, їх спроможностей, озброєння та військової техніки, інфраструктури, підготовки військ (сил), а також розроблення відповідних концепцій, програм і планів з урахуванням реальних і потенційних загроз у воєнній сфері та фінансово-економічних можливостей держави.
Організація в силах оборони заходів оборонного планування належить до повноважень Міністерства оборони України.

## Завдання
Згідно Закону України «Про організацію оборонного планування», основними завданнями оборонного планування є:
- систематичне проведення, виходячи з засад державної політики у сфері оборони, оцінки реальних і потенційних загроз у воєнній сфері, визначення взаємозв'язку між цілями і завданнями діяльності Збройних Сил України та інших військових формувань;
- перегляд перспективних і поточних планів розвитку Збройних Сил України та інших військових формувань, які базуються на програмно-цільовому методі планування;
- створення і підтримання на належному рівні державних ресурсів у сфері оборони, а також ефективне управління ними для забезпечення розвитку Збройних Сил України та інших військових формувань;
- упровадження механізмів ринкової економіки у сфері оборонного планування для залучення інвестицій в оборонну промисловість.

## Види оборонного планування
Оборонне планування поділяється на довгострокове, середньострокове і короткострокове.
Довгострокове оборонне планування здійснюється з метою визначення (уточнення) засад державної політики у сфері оборони та створення нормативно-правової бази для середньострокового і короткострокового оборонного планування.
Довгострокові плани (державні програми) у сфері оборони складаються строком на 12 років.
Середньострокове оборонне планування здійснюється з метою визначення комплексу заходів організаційно-технічного і соціально-економічного характеру, що забезпечують підтримання необхідного рівня обороноздатності держави на плановий період.
Середньострокові плани (державні програми) у сфері оборони складаються строком на 6 років.
Короткострокове оборонне планування передбачає щорічну розробку планів утримання та розвитку Збройних Сил України та інших військових формувань на два роки, в яких деталізуються та конкретизуються і, за необхідності, коригуються у встановленому порядку державні програми розвитку Збройних Сил України та інших військових формувань.

## Документи оборонного планування
- Стратегічний оборонний бюлетень України (розробляється за результатами оборонного огляду та визначає основні напрями реалізації воєнної політики України, стратегічні цілі розвитку та очікувані результати їх досягнення з урахуванням актуальних воєнно-політичних загроз і викликів)

## Інші документи
- законодавчі акти з питань національної безпеки та оборони, а також концептуальні документи з питань соціально-економічного розвитку;
- Стратегія національної безпеки України та Стратегія воєнної безпеки;
- Воєнна доктрина України;
- Державна програма розвитку Воєнної організації держави;
- Завдання Збройним Силам України та іншим військовим формуванням;
- Стратегія розвитку оборонно-промислового комплексу України
- Державна програма розвитку озброєння та військової техніки;
- Державна програма реформування та розвитку оборонно-промислового комплексу.
- Державні програми розвитку Збройних Сил України

## Публікації
Наукові праці та статті, присвячені оборонному плануванню в Україні:
- Шаталова Ольга Георгіївна. Проблеми удосконалення системи оборонного планування в Україні.[4]
- Нові підходи до організації системи оборонного планування в Збройних Силах України[5]
- Ігор Козій. Оборонне планування. Висновки та уроки.[6]
- Концептуальні засади розвитку системи оборонного планування/ Р. Федоренко// Формування ринкових відносин в Україні.-2005.- № 10. — ст.8-13
- Бюджетне планування видатків на утримання особового складу Збройних Сил України/ С. Васильченко// Фінанси України. — 2010. — № 5. — ст.3-12
- Слюсар В. І., Кулагін К. К. Особливості процесу оборонного планування НАТО.// Наука і техніка Повітряних Сил Збройних Сил України.– 2019. — № 3(36). — С. 47 — 59.  [Архівовано 23 серпня 2019 у Wayback Machine.]